# Katin (Irkutsk)
|  | Per a altres significats, vegeu «Katin». |

Katin (en rus: Катын) és un poble de l'óblast d'Irkutsk, a Rússia, que en el cens del 2010 tenia 50 habitants.